# Bertrand Russell
Bertrand Arthur William Russell, III conte Russell (Trellech, 18 maggio 1872 – Penrhyndeudraeth, 2 febbraio 1970), è stato un nobile, filosofo, logico, matematico, attivista e saggista britannico.
Fu un autorevole esponente del movimento pacifista nonché divulgatore della filosofia, avvicinato alle correnti filosofiche del razionalismo, dell'antiteismo e del neopositivismo.

## Biografia

### Famiglia
Bertrand Russell nacque da una delle più prestigiose e potenti famiglie dell'aristocrazia britannica, i Russell di Bedford, conti e duchi, le cui origini risalgono al XII secolo. Tra coloro che portarono il titolo connesso a questa famiglia vi fu Giovanni Plantageneto ai tempi di Enrico VI. I suoi nonni paterni erano John Russell, I conte di Russell (ex Primo ministro del Regno britannico, che ricevette come cadetto il titolo di Earl, cioè conte del Regno Unito) nonché terzogenito di John Russell, VI duca di Bedford, e la scozzese Lady Frances Anna-Maria Elliot-Murray-Kynynmound (che ebbe molta influenza su di lui), figlia di Gilbert Elliot-Murray-Kynynmound, II conte di Minto e zia di Gilbert Elliot-Murray-Kynynmound, IV conte di Minto, già Governatore Generale del Canada e poi Viceré d'India.

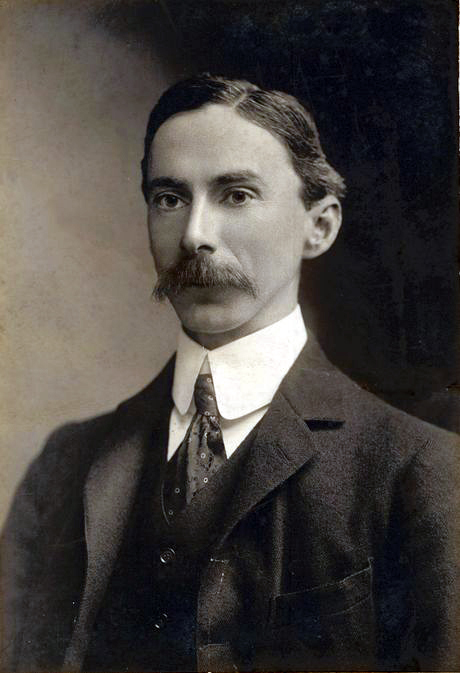
Russell nel 1907

La madre era Katherine Louisa Stanley, figlia di Edward Stanley, II Barone di Alderley, ex ministro del Commercio; sorelle di sua madre erano Rosalind Frances Stanley, che sposò George Howard, IX conte di Carlisle e Henrietta Blanche Stanley, consorte di David Ogilvy, X Conte di Airlie e nonna di Clementine Ogilvy Hozier, la moglie di Winston Churchill. Altre parentele comprendevano il socialista inglese Esmond Romilly e suo fratello Giles (entrambi figli di una sorella di Clementine, Nellie Hozier), le celebri sorelle Mitford, tra le quali spiccano Deborah, Duchessa di Devonshire, la socialista Jessica (moglie dello stesso Esmond Romilly), la scrittrice Nancy e le filo-fasciste Diana e Unity, la prima, moglie del politico fascista Sir Oswald Mosley, e la seconda, amica di Adolf Hitler.
Tra la folla di illustri congiunti spiccano infine Sir Angus Ogilvy, marito della Principessa Alexandra di Kent, cugina della Regina Elisabetta II e, per parte di madre, i monarchi Carlo II e suo fratello Giacomo II, attraverso sua nonna Henrietta Dillon, di antica famiglia irlandese giacobita. Per parte di padre manteneva poi legami parentali con il IX Duca di Marlborough e suo cugino Winston Churchill, il VII Duca di Buccleuch, il V marchese di Lansdowne e il IX Duca di Devonshire. Dopo aver perduto la madre all'età di due anni e il padre a quattro, fu cresciuto dal nonno John e dalla nonna Frances. Il padrino di battesimo di Russell fu John Stuart Mill, il grande filosofo utilitarista e liberale del XIX secolo. Grazie alle origini familiari, Russell occupò un seggio alla Camera dei lord, dal quale poté difendere le sue posizioni.

### Educazione
L'infanzia e l'adolescenza di Russell, anche a causa di un'oppressiva educazione puritana, non furono felici. L'unica gioia si rivelò per lui, in quegli anni, lo studio della matematica, come egli stesso racconta:
A quindici anni cominciò ad appassionarsi anche di filosofia, emancipandosi via via da quella religiosità a cui era stato molto legato ma dalla quale si sentiva soffocare. Dal 1890 studiò filosofia e logica presso l'Università di Cambridge. A 17 anni incontrò Alys Pearsall Smith, quacchera statunitense. I due si sposarono nel dicembre del 1894, ma si separarono nel 1911. Russell non fu fedele; ebbe relazioni, tra le altre, con Lady Ottoline Morrell e Constance Malleson. Nel 1908 divenne assistente al Trinity College dell'Università di Cambridge, sotto la direzione di John Ellis McTaggart.

### L'attivismo e l'insegnamento

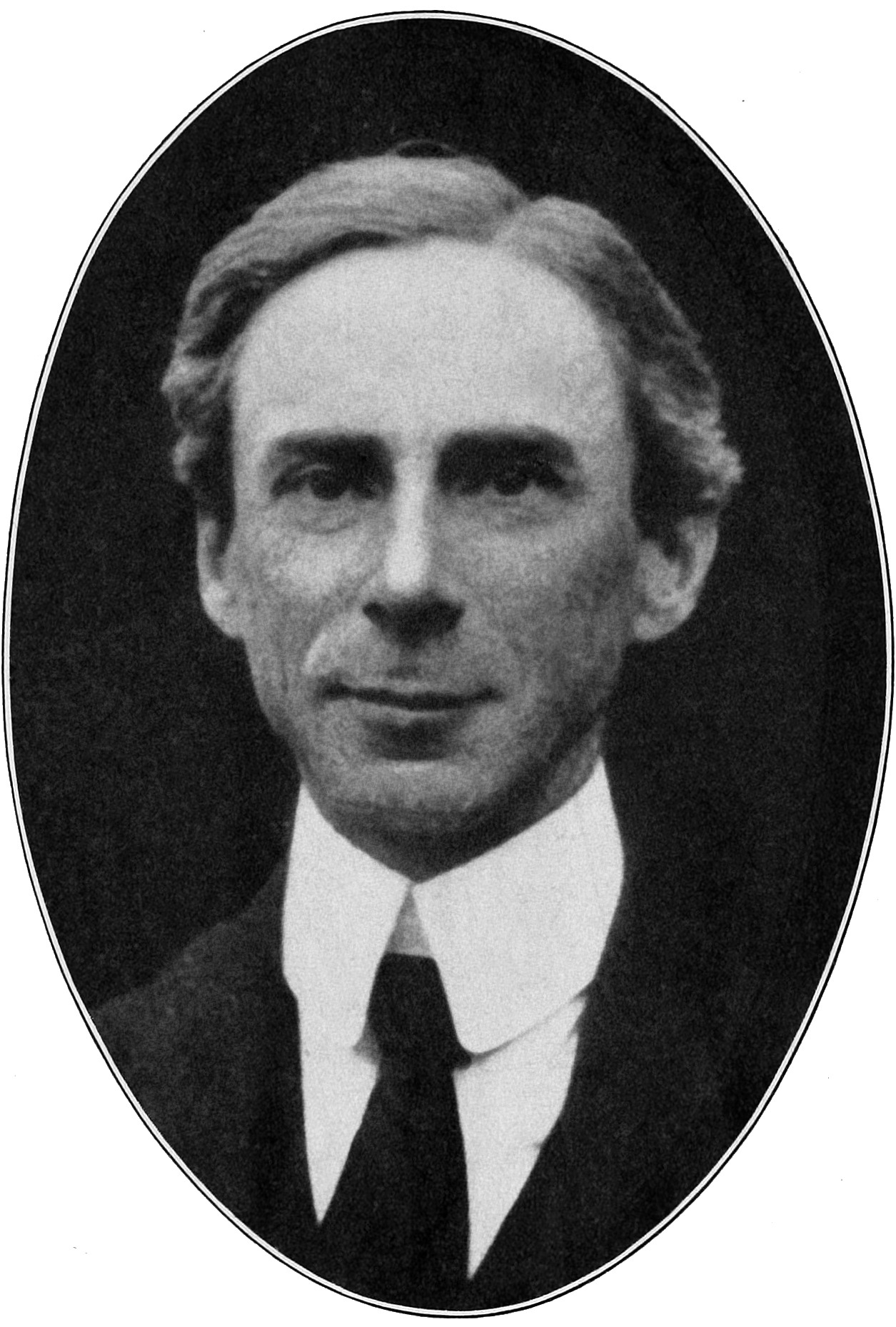
Russell nel 1916

Allo scoppio della prima guerra mondiale, le sue idee pacifiste lo assorbirono completamente, costandogli – per la pubblicazione, nel 1916, dei Principi di riforma sociale – l'allontanamento dall'insegnamento e la rottura del contratto con il Trinity College; fu inoltre a causa di un articolo pacifista che, nel 1918, scontò sei mesi di carcere, durante i quali – convintosi che non vi fosse più alcuna azione pacifista che egli potesse portare avanti utilmente – scrisse l'Introduzione alla filosofia matematica. Nel 1920 fece un viaggio in quella che diventerà l'Unione Sovietica e successivamente fu invitato per un anno a Pechino. Nel 1921 divorziò da Alys e sposò Dora Black, attivista femminista e scrittrice, che dopo il matrimonio firmò i propri lavori col cognome del marito. Da Dora ebbe il figlio John e la figlia Kathrine. In quegli anni si mantenne scrivendo testi divulgativi su fisica, etica e pedagogia. Insieme con la moglie scrisse vari testi e nel 1927 fondò la scuola sperimentale per bambini e bambine di Beacon Hill.
Dopo avere divorziato anche da Dora, nel 1936 si sposò con una studentessa di Oxford, Patricia ("Peter") Spence. Nel 1939 si trasferì negli Stati Uniti per un incarico presso l'UCLA di Los Angeles. Nel 1944 fece ritorno in Inghilterra presso il Trinity College. Nel 1948, a 76 anni, riuscì a salvarsi a nuoto da un incidente aereo. Nel 1952 divorziò anche da Patricia e sposò Edith, che conosceva dal 1925.
Negli anni sessanta Russell scrisse la sua autobiografia in tre volumi che portò a termine prima di morire a causa di una bronchite acuta all'età di quasi 98 anni. Come da sua volontà, non fu celebrato alcun funerale e le sue ceneri furono disperse sulle colline del Galles.
Al sopraggiungere della morte, Russell era anche una voce autorevole nel campo della morale e dell'etica, conseguentemente alla sua presa di posizione contro le armi nucleari e contro la guerra degli USA in Vietnam.
Nel 1950, Russell fu insignito del Premio Nobel per la letteratura "quale riconoscimento ai suoi vari e significativi scritti nei quali egli si leva in alto a campione degli ideali umanitari e della libertà di pensiero".
Russell scrisse il suo stesso elogio funebre nel 1936 in cui, tra l'altro, supponeva sarebbe morto intorno al 1962; nella sua ultima intervista scherza intorno a questa sua previsione dicendosi sempre più preoccupato dall'avvicinarsi della data che poi però supererà di 8 anni, morendo appunto nel 1970 all'età di 97 anni, dopo una lunga agonia determinata da una polmonite.

## L'opera logica e filosofica di Russell

### La logica
(Bertrand Russell)
Nella logica matematica Russell fissò il paradosso che successivamente prese da lui il nome di paradosso di Russell. Il paradosso minava irrimediabilmente il progetto di Gottlob Frege di ridurre la matematica alla logica. Nondimeno, Russell difese la teoria del logicismo e tentò in prima persona di realizzare la riduzione logicista assieme a Alfred North Whitehead, nei Principia Mathematica, un sistema assiomatico con cui tutte le affermazioni della matematica potevano essere costruite, ma che restarono incompleti. Nemmeno i Principia Mathematica, che pure si sottraevano alle aporie contro le quali si era infranto il sogno di Frege, poterono resistere ai teoremi di incompletezza di Kurt Gödel che provavano che nessun sistema logico finito poteva risolvere dentro di sé tutte le verità della matematica.
Successivamente Russell sviluppò, anche a seguito del dialogo filosofico con l'allievo Ludwig Wittgenstein, la visione filosofica dell'atomismo logico, secondo la quale il mondo è costituito da elementi minimi indivisibili di natura logica, i fatti atomici.

### La filosofia del linguaggio
Il principale contributo di Russell alla filosofia del linguaggio è la teoria delle descrizioni. Essa è normalmente illustrata con l'argomento de "l'attuale re di Francia", usata per esempio nell'enunciato "L'attuale re di Francia è calvo". A chi si riferisce questo enunciato dal momento che attualmente non esiste alcun re di Francia? Alexius Meinong aveva suggerito che noi dovessimo presupporre un mondo delle "entità non esistenti" a cui poterci riferire quando ricorriamo a enunciati simili; ma si tratta di una teoria quanto meno curiosa. Frege pensava invece che potessimo rifiutare come non significanti tutti gli enunciati le cui parole si riferiscono apparentemente a oggetti che non esistono. D'altra parte una frase come "se l'attuale re di Francia è calvo, allora l'attuale re di Francia non ha capelli sulla testa" non solo non sembra priva di senso ma sembra indubbiamente vera. Infine lo stesso problema si porrebbe se ci fossero due re di Francia: a quale dei due l'espressione "l'attuale re di Francia" si riferisce?

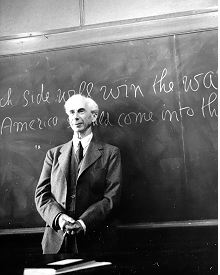
Russell nell'aprile 1940

Il problema è posto dalle "descrizioni definite". Esse comprendono tutte le espressioni che cominciano con "il" e alle volte anche i nomi, come "Walter Scott". Qual è la forma logica delle descrizioni definite? Come, in termini fregeani, possiamo parafrasarle così da mostrare che la verità dell'intero dipende dalla verità delle singole parti? Le descrizioni definite sono simili a nomi che per natura denotano esattamente un oggetto, né più né meno.
La soluzione di Russell è di analizzare non le singole parti, ma l'intero enunciato che contiene una descrizione definita. "L'attuale re di Francia è calvo", può essere tradotto in: "Esiste un unico X tale che X è l'attuale re di Francia ed è calvo".
Russell ritiene che ogni "descrizione definita" contenga un'affermazione di esistenza e un'affermazione di unicità, ma esse possono essere distinte e trattate separatamente dal predicato che è contenuto nell'enunciato in cui compaiono. L'enunciato contiene tre dichiarazioni circa un oggetto: la descrizione definita ne contiene due, il resto dell'enunciato contiene la terza. Se l'oggetto non esiste, o se non è unico, allora l'enunciato è falso, ma non privo di significato.
Una delle maggiori critiche mosse alla teoria di Russell è stata formulata da Peter Frederick Strawson: le descrizioni definite non affermano che il loro oggetto esiste, esse semplicemente presuppongono che esso esista.

### L'epistemologia
La riflessione epistemologica di Russell è passata attraverso diverse fasi. Russell pensa che l'uomo possa conoscere solo i dati sensoriali, percezioni momentanee e soggettive di colori e suoni, e che ogni altra cosa, compresi gli stessi oggetti fisici cui vengono riferite le nostre percezioni sensoriali, non possono essere conosciute direttamente.

## L'influenza di Russell

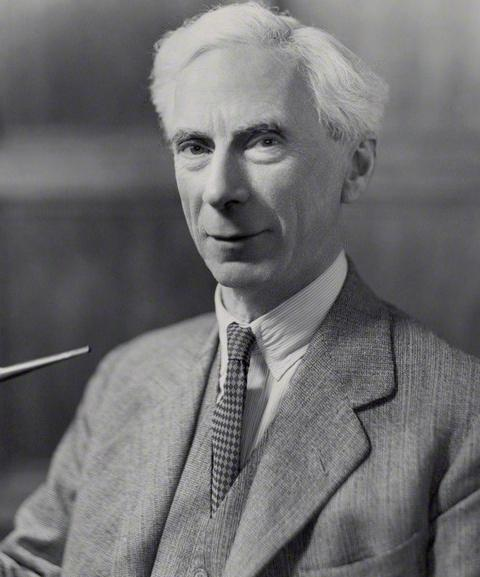
Bertrand Russell nel 1936

Russell è generalmente considerato uno dei fondatori della filosofia analitica. Assieme a George Edward Moore è stato protagonista della "rivoluzione contro l'idealismo" della filosofia anglosassone d'inizio Novecento (che fu echeggiata trent'anni dopo a Vienna, dalla "rivoluzione contro la metafisica" del positivismo logico). Russell e Moore hanno lottato per eliminare quello che essi ritenevano una filosofia incoerente e priva di significato e per raggiungere la chiarezza e la precisione del ragionamento. Gli scritti logici redatti assieme a Whitehead hanno continuato questo progetto.
Russell fu maestro di Ludwig Wittgenstein tra il 1911 e il 1914, e lo aiutò a trovare un editore per la pubblicazione del Tractatus logico-philosophicus oltre che garantirgli un incarico all'Università di Cambridge. Tuttavia, Russell disapprovò l'approccio ai problemi filosofici dell'ultimo Wittgenstein, che a sua volta accusò il suo antico maestro di essere "superficiale e falso". L'opera e il pensiero di Russell hanno influenzato i lavori di Willard Van Orman Quine, Karl Popper e molti altri.
Il pensiero politico e filosofico di Russell ha ispirato la corrente del nuovo ateismo, in particolare Richard Dawkins e Piergiorgio Odifreddi, influenzato anche dalla logica russelliana. Ha ispirato anche Noam Chomsky, specialmente per il pacifismo e la filosofia del linguaggio.

## L'attivismo di Russell
(Autobiografia di Bertrand Russell)

### Politica

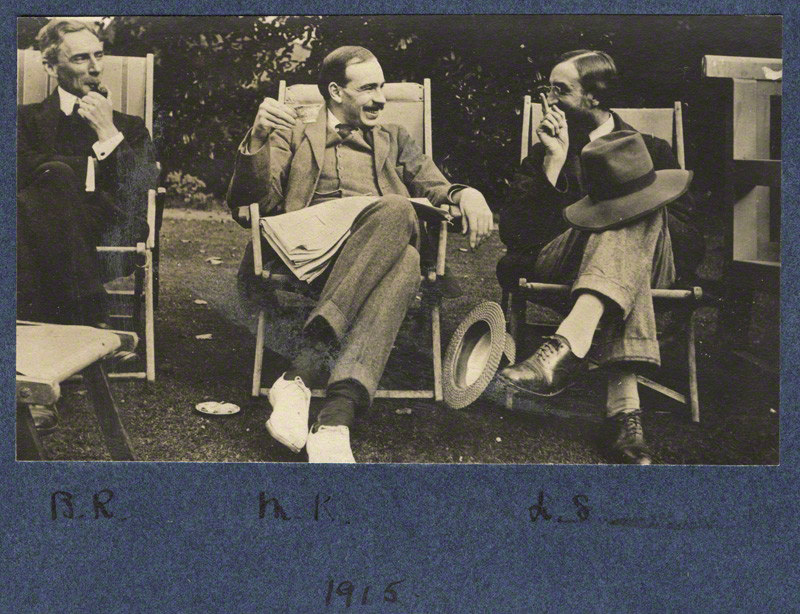
Russell nel 1915, a sinistra, vicino a John Maynard Keynes e Lytton Strachey

Bertrand Russell fu un convinto pacifista. Riteneva che il miglior governo fosse una federazione mondiale tra stati liberi. Si oppose alla partecipazione del Regno Unito alla prima guerra mondiale. Per la sua posizione fu prima allontanato e poi perse la cattedra al Trinity College dell'Università di Cambridge; infine, nel 1918, fu incarcerato per sei mesi nella prigione di Brixton, poiché aveva protestato contro l'intervento degli Stati Uniti nel conflitto.

#### Il pacifismo relativo
Negli anni immediatamente precedenti la seconda guerra mondiale, Russell fu fautore di una politica di pacificazione, tendente anche al dialogo con i nazisti per impedire un nuovo conflitto. Arrivò perfino a scrivere una lettera pubblica in cui auspicava il dialogo con Hitler "invitandolo a cena e servendogli il miglior vino" per portarlo, malgrado le leggi antiebraiche ed il riarmo, su posizioni ragionevoli e pacifiche. Nel 1940 però riconobbe l'impossibilità di trattare con Hitler e che questi doveva essere solo combattuto. Russell chiamò la sua posizione "pacifismo relativo": egli riteneva che la guerra fosse un male, ma anche che, in circostanze estreme (ad esempio, quando Hitler minacciava di occupare l'Europa intera), la guerra stessa potesse essere il male minore. Una posizione analoga avrà nei confronti di Stalin.

#### Socialismo democratico
Politicamente sostenitore del socialismo democratico e riformista, per un certo periodo aperto sostenitore del Partito Laburista, ma avvicinatosi dopo la guerra al socialismo liberale e al liberalismo sociale, Russell criticò duramente il totalitarismo di Stalin, tanto che fino alla morte del dittatore (1953) mantenne un atteggiamento di netto contrasto al blocco sovietico, ritenendo il comunismo un "sistema dogmatico" e nemico della libertà. 
Fu anche amico di John Maynard Keynes, di cui condivise alcune impostazioni economiche socio-liberali e per un certo periodo seguace della Società Fabiana, ma l'abbandonò dopo che i fabiani cominciarono a sostenere un sistema di intese militari internazionali in funzione antitedesca, che secondo lui avrebbero portato alla guerra aperta, che all'epoca Russell cercava assolutamente di prevenire.

#### Controversia sull'Unione Sovietica
Russell sostenne in una conferenza pubblica del 1948 la possibilità che ci fosse la necessità di un attacco nucleare preventivo, su obiettivi militari, contro l'Unione Sovietica, al fine di eliminare il comunismo e impedire che ottenesse la bomba atomica. Russell aveva visitato l'Unione Sovietica negli anni venti, osservandone l'involuzione dittatoriale e temeva un espandersi del comunismo in Occidente.
A partire dagli anni cinquanta divenne però, assieme ad Albert Einstein, una volta compresi i danni collaterali delle radiazioni atomiche, un sostenitore autorevole del disarmo nucleare. Secondo alcuni, come Nicholas Griffin della McMaster University, il discorso di Russell, di cui si procurò il testo esatto, non implicava l'uso effettivo della bomba (alla cui realizzazione si era opposto, a differenza di Einstein che l'aveva supportata, pur pentendosene), ma semplicemente il suo utilizzo come minaccia o deterrente, in modo da esercitare una massiccia pressione diplomatica sulle azioni dei sovietici.

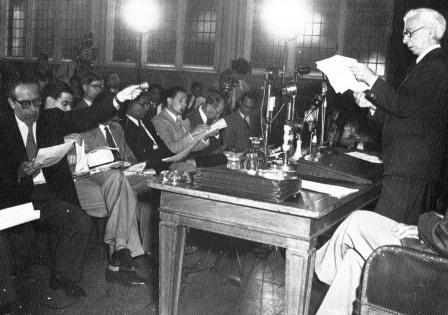
Russell legge pubblicamente il Manifesto Russell-Einstein contro la proliferazione nucleare

L'interpretazione di Griffin è stata contestata da Nigel Lawson, ex cancelliere dello Scacchiere durante il governo conservatore di Margaret Thatcher, che era presente al discorso come studente (all'epoca era sedicenne): egli ha sostenuto che fu abbastanza chiaro che Russell stava appoggiando un vero e proprio attacco a sorpresa.
Qualunque fosse l'interpretazione corretta, Russell abbandonò quasi subito questa linea, sostenendo il disarmo reciproco da parte delle potenze nucleari.

#### Appello alla BBCMan's Peril
A seguito di uno degli esperimenti nucleari sull'Atollo di Bikini la BBC invitò Russell ad un programma sulla bomba H: il 23 dicembre 1954 alle ore 21 dopo il telegiornale lesse il suo appello sul pericolo per la specie umana che ebbe una vastissima eco.

#### L'opposizione alle guerre
Nel 1961 Russell fu processato e condannato a due mesi di carcere, di cui scontò una settimana in prigione sempre a Bixton, in seguito al suo arresto in una manifestazione a Londra contro il proliferare delle armi nucleari. Il giudice gli concesse, data l'età avanzata (89 anni), di avere la libertà condizionale se avesse garantito sull'onore il suo "buon comportamento" futuro, ma Russell rispose di no; rinunciò inoltre al suo privilegio, come Pari d'Inghilterra, di essere esentato dall'arresto senza autorizzazione della Camera dei Lords.
La guerra in Vietnam fu l'ultimo obiettivo polemico del pacifismo di Russell, che insieme con il filosofo comunista esistenzialista Jean-Paul Sartre fondò il tribunale che prese il suo nome per processare gli Stati Uniti d'America per crimini di guerra.

#### Critica delle "filosofie totalitarie"
Il filosofo sostenne inoltre che il totalitarismo, in special modo quelli di Hitler e di Stalin, era derivato dall'idea della volontà generale di Rousseau, poi accolta con diversi nomi in altre filosofie, come quella di Hegel e Marx. Russell riconosceva invece la democrazia moderna come figlia del pensiero illuminista classico, in particolare di John Locke e Voltaire.

#### Altre prese di posizione
Russell criticò anche la ricostruzione dell'assassinio di John Fitzgerald Kennedy; lo scritto 16 Questions on the Assassination pubblicato nel 1964 è ancora considerato un buon riassunto delle lacune presenti nella versione ufficiale del caso fornita dalla Commissione Warren, versione che sosteneva la colpevolezza del solo Lee Harvey Oswald (pista del "cecchino solitario", ritenuta da molti come inverosimile).

Una delle sue ultime battaglie, fu quella per la depenalizzazione dell'omosessualità nel Regno Unito, che avrebbe visto realizzata nel 1967.

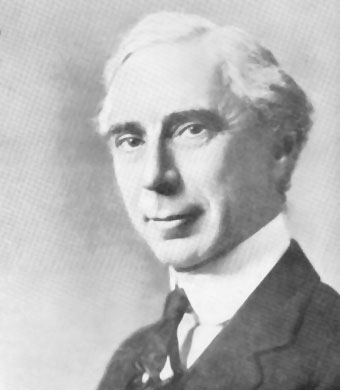
Bertrand Russell

### Morale
Russell criticò la nozione vittoriana di moralità. Nei suoi scritti giovanili espresse l'opinione che l'amore tra un uomo e una donna che non sono sposati non è necessariamente immorale se essi si amano veramente. Ciò fu sufficiente a sollevare vigorose proteste e denunce in occasione della sua prima visita negli USA (la vita privata di Russell fu più edonistica di quanto i suoi scritti non rivelassero ma al tempo non era ancora sufficientemente conosciuta). Nei suoi saggi sulla morale diede avvio a una serie di concezioni morali che divennero popolarissime. Va ricordato, in particolare, il dibattito che si innescò a partire dal suo saggio Matrimonio e Morale, pubblicato nel 1929.

### L'esempio deltacchino induttivista
Il tacchino induttivista è una celebre metafora ideata da Bertrand Russell e ripresa da Karl Popper, mirata a confutare le pretese di validità dell'inferenza induttiva per enumerazione, cardine dell'empirismo tradizionale di filosofi come Francesco Bacone, John Stuart Mill e delle disquisizioni del Wiener Kreis, il Circolo di Vienna dei filosofi positivisti logici tenutosi nella prima metà del Novecento (composto da pensatori come Otto Neurath e Rudolf Carnap).

### Religione
In materia di religione, Russell si dichiarava filosoficamente agnostico e ateo nella vita pratica. Il suo atteggiamento verso il Dio cristiano era identico a quello verso gli dei dell'antica Grecia: persuaso della mancanza di prove dell'esistenza di entrambi, con il celebre paragone della teiera celestiale egli mostra come si possa inculcare nella mente delle persone qualcosa che si voglia far passare per "verità". Sostiene inoltre che affermare l'esistenza di qualcosa che non è dimostrabile è normalmente vista come un'affermazione probabilmente falsa (dice: «si penserebbe giustamente che sto dicendo fesserie»). Diversamente invece avviene quando «la teiera viene affermata nei libri antichi, insegnata ogni domenica come la sacra verità, instillata nelle menti dei bambini a scuola, l'esitazione nel credere alla sua esistenza diverrebbe un segno di eccentricità e porterebbe il dubbioso all'attenzione dello psichiatra in un'età illuminata o dell'Inquisitore in un tempo antecedente». La sua posizione è spiegata nei saggi Io sono un ateo o un agnostico? e Perché non sono cristiano.
Le posizioni di Russell, da alcuni definite antireligiose, furono oggetto di forti critiche e di pesanti ostracismi. Famoso, ad esempio, è il caso dell'incarico al City College di New York nel 1940 che destò l'avversione dei clericali del tempo e che diede inizio ad alcune ripercussioni.

#### Scienza e religione
Nel 1935 Russell pubblica il saggio Scienza e religione (titolo originale: Religion and Science). L'autore delinea il rapporto tra questi due aspetti sociali della vita dell'uomo, facendo particolare riferimento a come la scienza è andata progressivamente emancipandosi dalla religione, liberandosi del peso della superstizione e acquistando un metodo suo proprio. Attraverso l'esposizione delle più classiche tematiche di scontro tra scienza e religione, Russell mostra quali siano i legittimi terreni di indagine delle due: la religione non può essere toccata dalla scienza solo laddove si occupa di un "modo di sentire" e non del vero e del falso, cosa che invece pertiene alla scienza. Alla scienza, inoltre, non si può chiedere (com'è stato fatto invece in alcuni celebri casi nella storia) di soggiacere con fede a dogmi, evinti da qualche testo sacro: la metodologia e l'approccio della scienza sono essenzialmente diversi. Viene infine riconosciuta alla religione più antica (l'autore si riferisce in realtà quasi sempre al cristianesimo) l'essere stata in grado di purificarsi dalla superstizione e di essere divenuta benefica, in grado cioè di non limitare il progresso della scienza, cosa che non vale per le "nuove religioni" politiche (nazismo e comunismo), che nascevano e prendevano il sopravvento mentre scriveva.

## Critiche
Russell venne attaccato e diffamato dagli ambienti religiosi cristiani, descritto come «propagandista antireligioso e antimorale e che, in particolar modo, difende l'adulterio e l'omosessualità».
Oltre a questi attacchi, Russell è stato criticato anche da altre aree. Il filosofo idealista liberale Benedetto Croce, anti-positivista, a proposito dello sviluppo novecentesco della logica matematica e dell'introduzione dei formalismi simbolici, da parte di matematici e filosofi come Gottlob Frege, Giuseppe Peano e appunto Bertrand Russell, dichiarerà:
(Benedetto Croce, Logica come scienza del concetto puro, 1909)

Il reazionario tradizionalista Julius Evola scrisse invece: 
(Julius Evola, Cavalcare la tigre)
Per il suo atteggiamento ondivago verso l'URSS, la Germania nazista e le armi nucleari, è stato pesantemente criticato anche dall'attivista e teorico del complotto Lyndon LaRouche.

## Riferimenti
Un tratteggio di Russell è contenuto nel poema di Mario Luzi dal titolo Su Fondamenti Invisibili.
È riportato un tratteggio del libro La conquista della felicità di Russell in La ricerca delle radici di Primo Levi.

## Opere
Principali lavori di Russell in ordine cronologico.
- 1896 - German Social Democracy, London: Longmans, Green.
- 1897 - An Essay on the Foundations of Geometry, Cambridge: At the University Press.
- 1900 - Esposizione critica della filosofia di Leibniz (A Critical Exposition of the Philosophy of Leibniz), Longanesi ISBN 978-88-304-0756-5
- 1900 - Sur la logique des relations avec des applications à la théorie des séries, Rivista di matematica 7: 115-148.
- 1901 - On the Notion of Order, Mind (n.s.) 10: 35-51.
- 1902 - On Cardinal Numbers (with Alfred North Whitehead), American Journal of Mathematics 23: 367-384.
- 1903 - I principi della matematica (The Principles of MathematicsThe Principles of Mathematics), Longanesi ISBN 978-88-304-0840-1
- 1910 - Philosophical Essays, London: Longmans, Green.
- 1910/1913 - Principia Mathematica (with Alfred North Whitehead), 3 vols., Cambridge: At the University Press.
- 1912 - I problemi della filosofia (The Problems of Philosophy), London: Williams and Norgate.
- 1914 - La conoscenza del mondo esterno (Our Knowledge of the External World as a Field for Scientific Method in Philosophy), Longanesi ISBN 978-88-304-0324-6
- 1916 - Principles of Social Reconstruction, London: George Allen & Unwin.
- 1916 - Justice in War-time, Chicago: Open Court.
- 1917 - Le idee politiche (Political Ideals), Longanesi ISBN 978-88-304-0266-9
- 1918 - Misticismo e logica (Mysticism and Logic and Other Essays), Longanesi ISBN 978-88-304-0320-8
- 1918 - Socialismo, anarchismo, sindacalismo (Roads to Freedom: Socialism, Anarchism, and Syndicalism), Longanesi ISBN 978-88-304-0319-2
- 1919 - Introduzione alla filosofia matematica (Introduction to Mathematical Philosophy), Longanesi ISBN 978-88-304-2144-8
- 1920 - The Practice and Theory of Bolshevism, London: George Allen & Unwin
- 1921 - The Analysis of Mind, London: George Allen & Unwin.
- 1922 - The Problem of China, London: George Allen & Unwin.
- 1923 - The Prospects of Industrial Civilization (in collaborazione con Dora Russell), London: George Allen & Unwin, Luiss University Press ISBN 978-88-6105-133-1
- 1923 - The ABC of Atoms, London: Kegan Paul, Trench, Trubner.
- 1924 - Icarus, or the Future of Science, London: Kegan Paul, Trench, Trubner.
- 1925 - L'ABC della relatività (The ABC of Relativity), Longanesi ISBN 978-88-304-2248-3
- 1925 - What I Believe, London: Kegan Paul, Trench, Trubner.
- 1926 - On Education, Especially in Early Childhood, London: George Allen & Unwin.
- 1927 - The Analysis of Matter, London: Kegan Paul, Trench, Trubner.
- 1927 - An Outline of Philosophy, London: George Allen & Unwin.
- 1927 - Perché non sono cristiano (Why I Am Not a Christian), London: Watts.
- 1927 - Selected Papers of Bertrand Russell, New York: Modern Library.
- 1928 - Saggi scettici (Sceptical Essays), TEA ISBN 978-88-502-0551-6
- 1929 - Matrimonio e morale (Marriage and Morals), Longanesi ISBN 978-88-304-2443-2, TEA ISBN 978-88-502-1813-4
- 1930 - La conquista della felicità (The Conquest of Happiness), TEA ISBN 978-88-502-0469-4
- 1931 - La visione scientifica del mondo (The Scientific Outlook), Laterza ISBN 978-88-420-5972-1
- 1932 - Education and the Social Order, London: George Allen & Unwin.
- 1934 - Freedom and Organisation, 1814-1914 (Storia delle idee del secolo XIX), London: George Allen & Unwin.
- 1935 - Elogio dell'ozio (In Praise of Idleness), Longanesi ISBN 978-88-304-2153-0
- 1935 - Religion and Science, London: Thornton Butterworth.
- 1936 - Which Way to Peace?, London: Jonathan Cape.
- 1937 - The Amberley Papers: The Letters and Diaries of Lord and Lady Amberley (con Patricia Russell), 2 vols., London: Leonard & Virginia Woolf at the Hogarth Press.
- 1938 - Il Potere, Universale Economica Feltrinelli UE 551, 1967 (Power: A New Social Analysis, London: George Allen & Unwin.)
- 1940 - An Inquiry into Meaning and Truth, New York: W. W. Norton & Company.
- 1945 - Storia della filosofia occidentale (History of Western Philosophy), TEA ISBN 978-88-502-0514-1
- 1948 - La conoscenza umana. Le sue possibilità e i suoi limiti (Human Knowledge: Its Scope and Limits), Longanesi ISBN 978-88-304-0670-4
- 1949 - Autorità e individuo (Authority and the Individual), TEA ISBN 978-88-7818-256-1
- 1951 - New Hopes for a Changing World, London: George Allen & Unwin.
- 1952 - The Impact of Science on Society, London: George Allen & Unwin.
- 1953 - Satan in the Suburbs and Other Stories, London: George Allen & Unwin.
- 1954 - Un'etica per la politica (Human Society in Ethics and Politics), Laterza ISBN 978-88-420-4468-0
- 1954 - Nightmares of Eminent Persons and Other Stories, London: George Allen & Unwin.
- 1955- Scrisse il "Manifesto Russell-Einstein" in collaborazione con Albert Einstein
- 1956 - Ritratti a memoria (Portraits from Memory and Other Essays), London: George Allen & Unwin.
- 1956 - Logic and Knowledge: Essays 1901-1950 (edited by Robert C. Marsh), London: George Allen & Unwin.
- 1957 - Perché non sono cristiano (Why I Am Not a Christian and Other Essays on Religion and Related Subjects), Longanesi ISBN 978-88-304-2348-0
- 1958 - Understanding History and Other Essays, New York: Philosophical Library.
- 1959 - Common Sense and Nuclear Warfare, London: George Allen & Unwin.
- 1959 - My Philosophical Development, London: George Allen & Unwin.
- 1959 - Wisdom of the West ("editor", Paul Foulkes), London: Macdonald.
- 1960 - Bertrand Russell Speaks His Mind, Cleveland and New York: World Publishing Company.
- 1961 - The Basic Writings of Bertrand Russell (edited by R.E. Egner and L.E. Denonn), London: George Allen & Unwin.
- 1961 - Fact and Fiction, London: George Allen & Unwin.
- 1961 - Has Man a Future?, London: George Allen & Unwin.
- 1963 - Essays in Skepticism, New York: Philosophical Library.
- 1963 - Unarmed Victory, London: George Allen & Unwin.
- 1965 - On the Philosophy of Science (edited by Charles A. Fritz, Jr.), Indianapolis: The Bobbs-Merrill Company.
- 1967 - Russell's Peace Appeals (edited by Tsutomu Makino and Kazuteru Hitaka), Japan: Eichosha's New Current Books.
- 1967 - War Crimes in Vietnam, London: George Allen & Unwin.
- 1967/1969 - The Autobiography of Bertrand Russell, 3 vols., London: George Allen & Unwin.
- 1969 - Dear Bertrand Russell... A Selection of his Correspondence with the General Public 1950-1968 (edited by Barry Feinberg and Ronald Kasrils), London: George Allen and Unwin.

Nota: nei lavori su riportati non sono compresi pamphlet, introduzioni, articoli e lettere che possono essere trovati nelle antologie o nelle raccolte. Tra tutte segnaliamo per importanza The Collected Papers of Bertrand Russell, che la McMaster University cominciò a pubblicare nel 1983. Questa raccolta di lavori più brevi o non pubblicati fino a oggi consta di 18 volumi, e diversi altri si aggiungeranno. Inoltre solo per la sua bibliografia sono stati necessari 3 volumi. Gli archivi di Russell presso la McMaster University contengono più di 30.000 lettere.

## Ascendenza
|                                                  |                                    |                                                     | Genitori                                           |  |  | Nonni |  |  | Bisnonni                         |  |  | Trisnonni                              |  |
|                                                  |                                    |                                                     |                                                    |  |  |       |  |  | John Russell, VI duca di Bedford |  |  | Francis Russell, marchese di Tavistock |  |
|                                                  |                                    |                                                     |                                                    |  |  |       |  |  | John Russell, VI duca di Bedford |  |  | Francis Russell, marchese di Tavistock |  |
|                                                  |                                    | lady Elizabeth Keppel                               |                                                    |  |  |       |  |  | John Russell, VI duca di Bedford |  |  |                                        |  |
| John Russell, I conte di Russell                 |                                    |                                                     |                                                    |  |  |       |  |  | John Russell, VI duca di Bedford |  |  |                                        |  |
|                                                  |                                    | hon. Georgiana Byng                                 | George Byng, IV visconte Torrington                |  |  |       |  |  |                                  |  |  |                                        |  |
|                                                  |                                    | hon. Georgiana Byng                                 | George Byng, IV visconte Torrington                |  |  |       |  |  |                                  |  |  |                                        |  |
|                                                  |                                    | hon. Georgiana Byng                                 | lady Lucy Boyle                                    |  |  |       |  |  |                                  |  |  |                                        |  |
| John Russell, visconte Amberley                  |                                    | hon. Georgiana Byng                                 |                                                    |  |  |       |  |  |                                  |  |  |                                        |  |
|                                                  |                                    | Gilbert Elliot-Murray-Kynynmound, II conte di Minto | Gilbert Elliot-Murray-Kynynmound, I conte di Minto |  |  |       |  |  |                                  |  |  |                                        |  |
|                                                  |                                    | Gilbert Elliot-Murray-Kynynmound, II conte di Minto | Gilbert Elliot-Murray-Kynynmound, I conte di Minto |  |  |       |  |  |                                  |  |  |                                        |  |
|                                                  |                                    | Gilbert Elliot-Murray-Kynynmound, II conte di Minto | Anna Maria Amyand                                  |  |  |       |  |  |                                  |  |  |                                        |  |
| lady Frances Anna-Maria Elliot-Murray-Kynynmound |                                    | Gilbert Elliot-Murray-Kynynmound, II conte di Minto |                                                    |  |  |       |  |  |                                  |  |  |                                        |  |
|                                                  |                                    | Mary Brydone                                        | Patrick Brydone                                    |  |  |       |  |  |                                  |  |  |                                        |  |
|                                                  |                                    | Mary Brydone                                        | Patrick Brydone                                    |  |  |       |  |  |                                  |  |  |                                        |  |
|                                                  |                                    | Mary Brydone                                        | Mary Robertson                                     |  |  |       |  |  |                                  |  |  |                                        |  |
| Bertrand Russell, III conte di Russell           |                                    | Mary Brydone                                        |                                                    |  |  |       |  |  |                                  |  |  |                                        |  |
|                                                  | John Stanley, I barone di Alderley | sir John Thomas Stanley, VI baronetto               |                                                    |  |  |       |  |  |                                  |  |  |                                        |  |
|                                                  | John Stanley, I barone di Alderley | sir John Thomas Stanley, VI baronetto               |                                                    |  |  |       |  |  |                                  |  |  |                                        |  |
|                                                  | John Stanley, I barone di Alderley | Margaret Owen                                       |                                                    |  |  |       |  |  |                                  |  |  |                                        |  |
| Edward Stanley, II barone di Alderley            | John Stanley, I barone di Alderley |                                                     |                                                    |  |  |       |  |  |                                  |  |  |                                        |  |
|                                                  |                                    | Lady Maria Josepha Holroyd                          | John Baker Holroyd, I conte di Sheffield           |  |  |       |  |  |                                  |  |  |                                        |  |
|                                                  |                                    | Lady Maria Josepha Holroyd                          | John Baker Holroyd, I conte di Sheffield           |  |  |       |  |  |                                  |  |  |                                        |  |
|                                                  |                                    | Lady Maria Josepha Holroyd                          | Abigail Way                                        |  |  |       |  |  |                                  |  |  |                                        |  |
| Katherine Stanley                                |                                    | Lady Maria Josepha Holroyd                          |                                                    |  |  |       |  |  |                                  |  |  |                                        |  |
|                                                  |                                    | Henry Dillon, XIII visconte Dillon                  | Charles Dillon, XII visconte Dillon                |  |  |       |  |  |                                  |  |  |                                        |  |
|                                                  |                                    | Henry Dillon, XIII visconte Dillon                  | Charles Dillon, XII visconte Dillon                |  |  |       |  |  |                                  |  |  |                                        |  |
|                                                  |                                    | Henry Dillon, XIII visconte Dillon                  | hon. Henrietta-Maria Phipps                        |  |  |       |  |  |                                  |  |  |                                        |  |
| Henrietta Maria Dillon-Lee                       |                                    | Henry Dillon, XIII visconte Dillon                  |                                                    |  |  |       |  |  |                                  |  |  |                                        |  |
|                                                  |                                    | hon. Henrietta Browne                               | Dominick Geoffrey Browne                           |  |  |       |  |  |                                  |  |  |                                        |  |
|                                                  |                                    | hon. Henrietta Browne                               | Dominick Geoffrey Browne                           |  |  |       |  |  |                                  |  |  |                                        |  |
|                                                  |                                    | hon. Henrietta Browne                               | Margaret Browne                                    |  |  |       |  |  |                                  |  |  |                                        |  |
|                                                  |                                    | hon. Henrietta Browne                               |                                                    |  |  |       |  |  |                                  |  |  |                                        |  |

### Studi sulla filosofia di Russell
- John Newsome Crossley. A Note on Cantor's Theorem and Russell's Paradox, Australian Journal of Philosophy 51: 70-71.
- Ivor Grattan-Guinness, 2000. The Search for Mathematical Roots 1870-1940. Princeton University Press.
- Bertrand Russell: Critical Assessments, edited by A. D. Irvine, 4 volumes, London: Routledge, 1999. Consists of essays on Russell's work by many distinguished philosophers.
- Bertrand Russell, by John Slater, Bristol: Thoemmes Press, 1994.
- The Philosophy of Bertrand Russell, edited by P.A. Schilpp, Evanston and Chicago: Northwestern University, 1944.
- Russell, by A. J. Ayer, London: Fontana, 1972. ISBN 0-00-632965-9. A lucid summary exposition of Russell's thought.

### Libri biografici
- Bertrand Russell: 1872-1920 The Spirit of Solitude by Ray Monk (1997) ISBN 0-09-973131-2
- Bertrand Russell: 1921 - 1970 The Ghost of Madness by Ray Monk (2001) ISBN 0-09-927275-X
- Bertrand Russell: Philosopher and Humanist, by John Lewis (1968)
- Bertrand Russell, by Alfred Jules Ayer (1972), reprint ed. 1988: ISBN 0-226-03343-0
- The Life of Bertrand Russell, by Ronald W. Clark (1975) ISBN 0-394-49059-2
- Bertrand Russell and His World, by Ronald W. Clark (1981) ISBN 0-500-13070-1
- Il pensiero di Bertrand Russell. Esposizione storico-critica. di Emanuele Riverso. Terza edizione. Libreria Scientifica Editrice. Napoli 1972